# Ophthalmoglipa maranoelai
Ophthalmoglipa maranoelai is een keversoort uit de familie spartelkevers (Mordellidae). De wetenschappelijke naam van de soort is voor het eerst geldig gepubliceerd in 1998 door Horák.